# Campaniile militare ale lui Tigran cel Mare
Campaniile militare ale lui Tigrane cel Mare au constituit ofensive lansate de regele Armeniei, Tigrane cel Mare, împotriva regatelor clientelare ale Republicii Romane și ale Imperiului Part. Prin aceste cuceriri, Tigrane și-a extins regatul de la Marea Caspică în est până la Marea Mediterană în vest, incluzând teritorii precum Siria, Fenicia și părți din Anatolia (actuala Turcie). El a construit o nouă capitală, Tigranocerta, pe care a populat-o cu locuitori deportați din Cappadocia. Primele sale invazii în Cappadocia au atras atenția Republicii Romane, iar după ce a fost înfrânt în două campanii separate, Tigrane a fost lăsat să păstreze Armenia ca regat clientelar al Romei, cu condiția să plătească o despăgubire de 6.000 de talanți și să renunțe la toate cuceririle sale.

## Context
În anul 120 î.Hr., Tigrane a fost luat ostat după înfrângerea unchiului său Artavasdes de către Mithridates al II-lea, regele Partiei. Până în anul 95 î.Hr., Tigrane moștenise regatul Armeniei de la tatăl său și și-a obținut libertatea cedând șaptezeci de văi parților. În 91 î.Hr., Mithradates al II-lea moare, iar fiul său, Gotarzes I, îi urmează la conducerea Partiei. În timpul domniei sale, Imperiul Part a fost divizat de un război civil, iar Roma era ocupată cu Războiul Social, ceea ce i-a oferit lui Tigrane prilejul să își extindă teritoriul prin cucerirea și anexarea fostelor regate clientelare.

## Campania din 95 î.Hr.
În jurul anului 95 î.Hr., Tigrane a invadat Sophene, fie executând, fie lăsându-l pe Artanes ca rege clientelar al regiunii.

## Campania din 91–90 î.Hr.
Între 91 și 90 î.Hr., Tigrane a fost convins de socru său, Mitridates al VI-lea, să atace regatul clientelar roman al Cappadociei. Ariobarzanes, regele Cappadociei, a fugit la Roma înaintea sosirii armatei lui Tigrane, în timp ce un tratat între Mithridates și Tigrane prevedea ca orașele și teritoriile cappadoceene să revină primului, iar populația și bunurile mobile (prada de război) să-i revină celui din urmă. Ca reacție, generalul roman Sulla a ocupat Cappadocia, i-a alungat și ucis pe mulți armeni și cappadocieni neloiali și l-a repus pe Ariobarzanes pe tronul Cappadociei ca rege clientelar. În ciuda invaziei lui Sulla, Tigrane a reușit să unească provincia estică a Cappadociei, Melitene, cu Sophene.

## Campania din 88–85 î.Hr.
Între 88 și 85 î.Hr., Tigrane a recucerit cele șaptezeci de văi oferite anterior Imperiului Part în schimbul libertății sale, situate în regiunea Atropatene. El a invadat și ocupat Adiabene, Gordyene și Media-Atropatene, iar potrivit istoricului Nina Garsoïan, forțele sale au avansat până la Ecbatana. Conform lui Manandian, Tigrane a incendiat Adrapana, o fortificație aflată la 10 kilometri de Ecbatana.

## Campania din 84–83 î.Hr.
În anii 84–83 î.Hr., Tigrane a anexat teritoriile Cilicia Pedias, Mygdonia, Osroene și Commagene. Mithridates I Callinicus, regele din Commagene, a continuat să domnească, însă în calitate de vasal. Fiul său, Antiochus I, a moștenit Commagene de la tatăl său și a continuat să domnească ca rege clientelar până la ofensiva romană din 69 î.Hr. Tigrane a supervizat strămutarea unor arabi din sudul Mesopotamiei în Osroene, în special în Edessa.
În Siria, războiul civil constant dintre seleucizi, precum și moartea recentă a conducătorului lor în 84 î.Hr., au determinat o cerere adresată lui Tigrane de a accepta tronul. Cucerirea Siriei de către Tigrane a fost lipsită de vărsare de sânge, iar Aleppo și-a menținut independența ca oraș-stat. Unul dintre generalii lui Tigrane, Magadates, a fost numit guvernator al noii provincii constituite Siria, care cel mai probabil includea și Cilicia. Fratele regelui, Guras, a fost numit responsabil al importantei cetăți mesopotamiene Nisibis.
Potrivit unor surse primare, campania lui Tigranes ar fi avansat până în Egipt, în timp ce sursele secundare indică faptul că armatele sale au ajuns doar până în nordul Palestinei.

## Campania din 78 î.Hr.
Profitând de vestea morții lui Sulla, Tigranes a invadat din nou Cappadocia, de această dată deportând 300.000 de locuitori ai regiunii în capitala sa, Tigranocerta. Această strămutare a ridicat populația Tigranocerței la 500.000 de oameni.

## Urmări
Imperiul lui Tigrane se întindea de la Marea Caspică până la Marea Mediterană, însă cuceririle sale au fost de scurtă durată. După ce romanii l-au învins pe socrul său, Mitridates al VI-lea, în 70 î.Hr., Tigrane a fost la rândul său învins în două campanii separate. Aceasta a permis eliberarea regatelor Iberia, Albania și Media Atropatene de sub hegemonia armeană, iar Adiabene și Mesopotamia au fost restaurate conducătorilor lor locali. În 66 î.Hr., generalul roman Pompeius (Pompeiu) i-a permis lui Tigrane să rămână rege clientelar al Romei și să păstreze Armenia, cu condiția să plătească o despăgubire de război de 6.000 de talanți și să renunțe la toate provinciile și regatele cucerite în campaniile anterioare.